# Visbeker Bruchbach
Der Visbeker Bruchbach (auch Visbeker Bäke oder Bruchbäke genannt) ist ein etwa 6 Kilometer langer löss-lehmgeprägter Tieflandbach in der niedersächsischen Gemeinde Visbek im Oldenburger Münsterland.

## Geographie und Erscheinungsbild

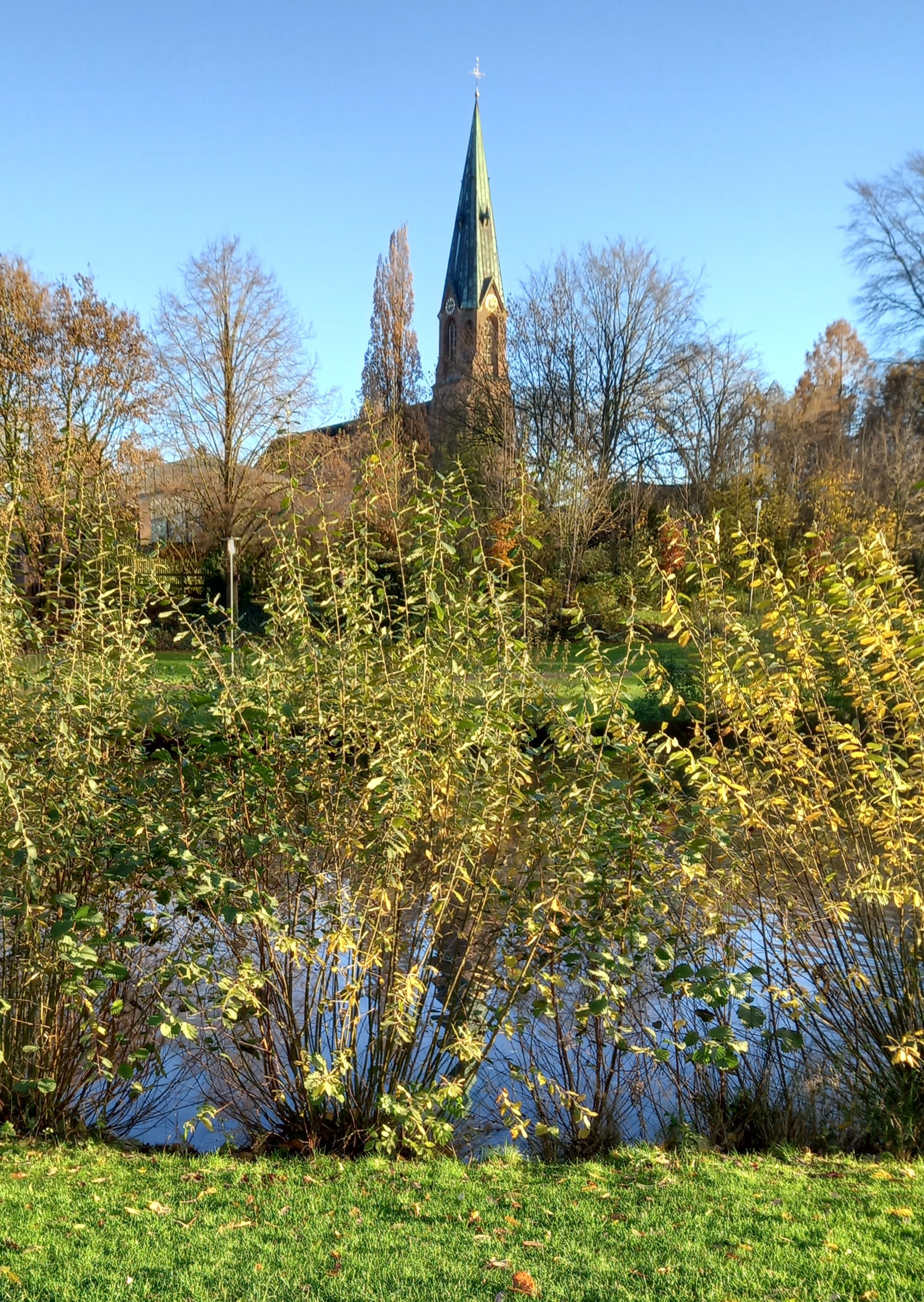
Vom Visbeker Bruchbach durchflossener Teich im Dorfpark Pastors Wisk, im Hintergrund die St. Vitus-Pfarrkirche (2023)

Der Visbeker Bruchbach entspringt etwa zweieinhalb Kilometer südwestlich des Visbeker Ortskerns, auf dem Gebiet der Bauerschaft Erlte, direkt an der Weser-Ems-Wasserscheide, in einem Tümpel in der Flur Hundenschlatt, zweihundert Meter nördlich des gleichnamigen, heute verfüllten Schlatts. Der Bach fließt zunächst in nordwestlicher Richtung, ändert dann seinen Lauf auf Nordost, und nimmt in der Flur Der Diek einen von Norden aus dem Dorf Erlte kommenden Wasserlauf auf, um sich sodann mit seinem zweiten, aus dem südlichen Bereich der Siedlung Am Rennplatz kommenden Quellstrom zu vereinen. Im Visbeker Ortskern, zwischen der Straße Hof Funke – wo die Bäke rechts an der Lourdes-Grotte vorbeifließt – und der Vitusstraße wird der Visbeker Bruchbach auch Bruchbäke genannt. Der Bach passiert Visbek westlich des Pfarrbergs, wo er mit seinem Wasser den Teich im Dorfpark Pastors Wisk speist, und fließt längs des Einzelgehöfts Schillmühle weiter in nördlicher Richtung. In der Flur Beim Schlatt mündet der Visbeker Bruchbach in die Twillbäke.
Der Visbeker Bruchbach durchfließt im mittleren Bereich – vom Visbeker Dorfpark Pastors Wisk bis zum Naturschutzgebiet Bäken der Endeler und Holzhauser Heide – ein partiell bruchwaldbestandenes Urstromtal: Dort verläuft parallel links der Bäke der Visbeker Kreuzweg. Neben diesem wurde in Privatinitiative seit 1957 beiderseits des Bruchbachs der 10.000 m² große Peter Pan-Garten angelegt. Der etwa 1,2 Kilometer lange Unterlauf des Baches von Schillmühle bis zur Einmündung in die Twillbäke gehört zum Naturschutzgebiet Bäken der Endeler und Holzhauser Heide. In diesem Bereich strömt der Visbeker Bruchbach durch naturnahe Auwälder.

## Geschichte

Wappen der Gemeinde Visbek (mit dem Fischbach)

Der Visbeker Bruchbach ist namensgebend für den Ort Visbek, der in mittelalterlichen Urkunden des 9. Jahrhunderts erste Erwähnungen als fiscbechi (d. i. Fischbach) fand. Als Fischbach wird der Wasserlauf zwischen dem Pfarrberg und dem Friedhofs- und Fachkliniksgelände angesehen. Dementsprechend ziert der blaue Fischbach samt einem silbernen Fisch auch das Visbeker Wappen: Der blaue Schrägrechtsbalken symbolisiert einen Bach. Der Fisch und Bach zusammen ergeben den leicht veränderten Ortsnamen Visbek (d. i. Fischbäke = Fischbach).